# Стейскал, Вячеслав Иосифович
Вячесла́в Ио́сифович Стейскал (5 декабря 1896, Ольшанка — 22 апреля 1965, Москва) — российский гобоист и музыкальный педагог, артист оркестра Большого театра и государственного академического симфонического оркестра СССР, преподаватель музыкального училища имени Гнесиных, заслуженный артист РСФСР (1947).